# Codice di Berlino
Il Codice di Berlino (noto anche come Codice di Akhmim), catalogato come Papyrus Berolinensis 8502, è un manoscritto in lingua copta del V secolo, rinvenuto ad Akhmim, in Egitto.

## Descrizione
Il codice di Berlino è un codice copto rilegato in un singolo blocco tramite un'intelaiatura di legno, coperta di cuoio che non sembra conciato, e nemmeno pergamena o pelle trattata con allume.
Al Cairo, nel gennaio del 1896, Carl Reinhardt acquistò il codice da poco scoperto, schiacciato tra piume nella nicchia di un muro di un sito funerario cristiano. Si tratta di un papiro rilegato (un codice), datato al V secolo (o forse alla fine del IV) scritto nel dialetto saidico della lingua copta, molto comune nell'Egitto del tempo.
Fu portato a Berlino per essere esposto presso il Berliner Museen, dove fu portato da Carl Schmidt all'attenzione dell'Accademia delle scienze prussiana. Era il 16 luglio 1896. Schmidt pubblicò l'Atto di Pietro nel 1903, ed il Pistis Sophia nel 1907, ma la traduzione del contenuto gnostico del codice di Berlino fu completata solo nel 1955. Poche persone fecero caso a questo documento prima degli anni settanta, quando una nuova generazione di studiosi dell'antica cristianità dimostrò più interesse nello studio degli antichi documenti gnostici cristiani ritrovati a Nag Hammadi nel 1945.
Quattro diversi testi sono stati rilegati tra loro per formare il codice di Berlino. Si tratta in tutti i casi di opere greche tradotte in lingua copta. La prima, divisa in due sezioni, è un Vangelo di Maria frammentario, di cui è la principale fonte manoscritta. Anche se le parti sopravvissute sono ottimamente conservate, il testo non è completo, ed è chiaro dalle parti rimaste che il Vangelo di Maria fosse composto da 19 pagine, di cui le prime 6 e quelle tra la 11 e la 14 sono mancanti.
Il codice contiene anche l'Apocrifo di Giovanni, la Sapienza di Gesù Cristo, ed un'epitome dell'Atto di Pietro. Questi testi vengono spesso chiamati con gli antichi testi di Nag Hammadi.